# Khami
Khami (també escrit com Khame, Kame o Kami) és una ciutat en ruïnes situada a 22 quilòmetres a l'oest de Bulawayo, a Zimbàbue. Va ser la capital del Regne de Butua, de la dinastia Torwa. Ara és un monument nacional, i es va convertir en Patrimoni de la Humanitat de la UNESCO el 1986.